# Tunas
Tunas is een gemeente in de Braziliaanse deelstaat Rio Grande do Sul. De gemeente telt 4.551 inwoners (schatting 2009).